# Christo Grozev
Christo Grozev, bulharsky Христо Грозев, (* 20. května 1969, Plovdiv, Bulharsko) je bulharský podnikatel a investigativní novinář. Podniká v oblasti médií, zejména rozhlasu. Je hlavním investigativcem serveru Bellingcat, zaměřuje se na Rusko, bezpečnostní hrozby a tajné operace.  Za identifikaci pachatelů podezřelých z otravy Sergeje a Julije Skripalových novičokem v britském Salisbury v roce 2018 získal se svými kolegy Evropskou tiskovou cenu za investigativní žurnalistiku.
Narodil se v Plovdivu. Již během studií na střední škole pracoval jako novinář pro místní noviny, po střední škole pracoval jako rozhlasový reportér. Po pádu komunismu spoluzaložil první bulharské soukromé rádio Aura a studoval na soukromé American University in Bulgaria. Během studií také pracoval pro Rádio Svobodná Evropa.
Od roku 1994 pracoval pro americkou mediální společnost Metromedia, když měl na starosti její ruská aktiva, mj. rádia v Soči nebo Petrohradu, později také rádia v Pobaltí, Finsku nebo Bulharsku. Od roku 2000 byl regionálním ředitelem společnosti pro Východní Evropu, spadalo pod něj 30 rozhlasových stanic v 11 zemích.
Když v roce 2003 společnost Metromedia přestala podnikat v oblasti rozhlasu, odkoupil její ruská aktiva. Ta v roce 2006 prodal francouzské společnosti Lagardère. V letech 2005 až 2007 pracoval pro irskou společnost Communicorp, která odkoupila jiné části aktiv společnosti Metromedia. V roce 2006 založil v Nizozemsku vlastní společnost RadioCorp, která spustila několik rozhlasových stanic a v roce 2013 i hudební televizi. V roce 2007 také spoluzaložil investiční společnost Altelys Investments, která investuje v oblasti médií a telekomunikací. V letech 2016 až 2021 byl také členem dozorčí rady největší nizozemské soukromé rozhlasové společnosti Tapla Radio Holding.
Od roku 2015 pracuje pro server Bellingcat jako investigativní novinář. Věnoval se také mj. sestřelení letu 17 Malaysia Airlines nad Ukrajinou v roce 2014, otravě Sergeje a Julije Skripalových novičokem v britském Salisbury v roce 2018 nebo otravě ruského opozičního politika Alexeje Navalného v roce 2020. V prosinci 2022 jej Ministerstvo vnitra Ruské federace zařadilo na seznam hledaných osob.
Je podruhé ženatý, jeho první manželka byla z Ruska. Ovládá angličtinu, ruštinu, bulharštinu, estonštinu a nizozemštinu. Žil v Rusku, nyní žije ve Vídni.